# Eric Allan Kramer
Eric Allan Kramer (n. 26 de marzo de 1962) es un actor estadounidense. Es conocido por su papel como Little John en la película de 1993 Robin Hood: Men in Tights. De 1998-2002, coprotagonizó como Dave Rogers en la serie The Hughleys. Protagonizó como Bob Duncan en la serie de Disney Channel Good Luck Charlie.

## Primeros años
Kramer nació en Grand Rapids, Míchigan, hijo de Roger Kramer, y permaneció en Canadá después de la carrera de su padre en el Canadian Football League . Asistió al programa BFA en la Universidad de Alberta en Edmonton, lo que lo llevó a actuar en teatro y algunos papeles en televisión y cine, así como una carrera en luchas establecidas.

## Carrera
En 1987, Kramer hizo su debut actuando en la película de televisión The Gunfighters. También actuó en la película de 1990 Quest for the Mighty Sword. Interpretó a Thor en la película para televisión The Incredible Hulk Returns. Entre las actuaciones más destacables de Kramer han sido Little John en Robin Hood: Men in Tights, Bear en American Wedding, y Boris, el guardaespaldas del productor Lee Donowitz, en True Romance. También ha aparecido en varias destacables series de televisión, incluyendo Two and a Half Men, Wizards of Waverly Place, Growing Pains, Cheers, Empty Nest, CSI: Crime Scene Investigation, NewsRadio, JAG, Roseanne, Murder, She Wrote, Seinfeld, That '70s Show, Ellen, Monk, Jack & Bobby, Phil of the Future, How I Met Your Mother y My Name Is Earl. Kramer también fue un personaje regular en la serie Bob como Whitey van de Bunt (1993) y la serie de ABC/UPN The Hughleys como Dave Rogers.
Kramer sigue trabajando en teatro como un miembro del Antaeus Classical Rep Company en Los Ángeles, y recibió una nominación a Ovatti Award por su papel en "The Wood Demon". Coprotagonizó como Bob Duncan la serie de Disney Channel, ¡Buena suerte, Charlie!.

## Filmografía
| Año       | Título                             | Personaje   | Notas                         |
| --------- | ---------------------------------- | ----------- | ----------------------------- |
| 1988      | The Incredible Hulk Returns        | Thor        |                               |
| 1990      | Quest for the Mighty Sword         | Thor        |                               |
| 1993      | Robin Hood: Men in Tights          | Little John |                               |
| 1993      | True Romance                       | Boris       |                               |
| 1994      | Road to Saddle River               | Dieter      |                               |
| 1995      | The Crazysitter                    | Elliot      |                               |
| 1996      | High School High                   | Hulk        |                               |
| 2003      | American Wedding                   | Bear        |                               |
| 2006      | Grilled                            | Irving      |                               |
| 2009      | Flying By                          | Steve       |                               |
| 2010-2014 | Good Luck Charlie                  | Bob Duncan  |                               |
| 2011      | Good Luck Charlie, It's Christmas! | Bob Duncan  | Disney Channel Original Movie |

## Enlaces
- Eric Allan Kramer en Internet Movie Database (en inglés).
- ABC bio from The Hughleys

- Datos: Q922264